# Potlatch (Software)

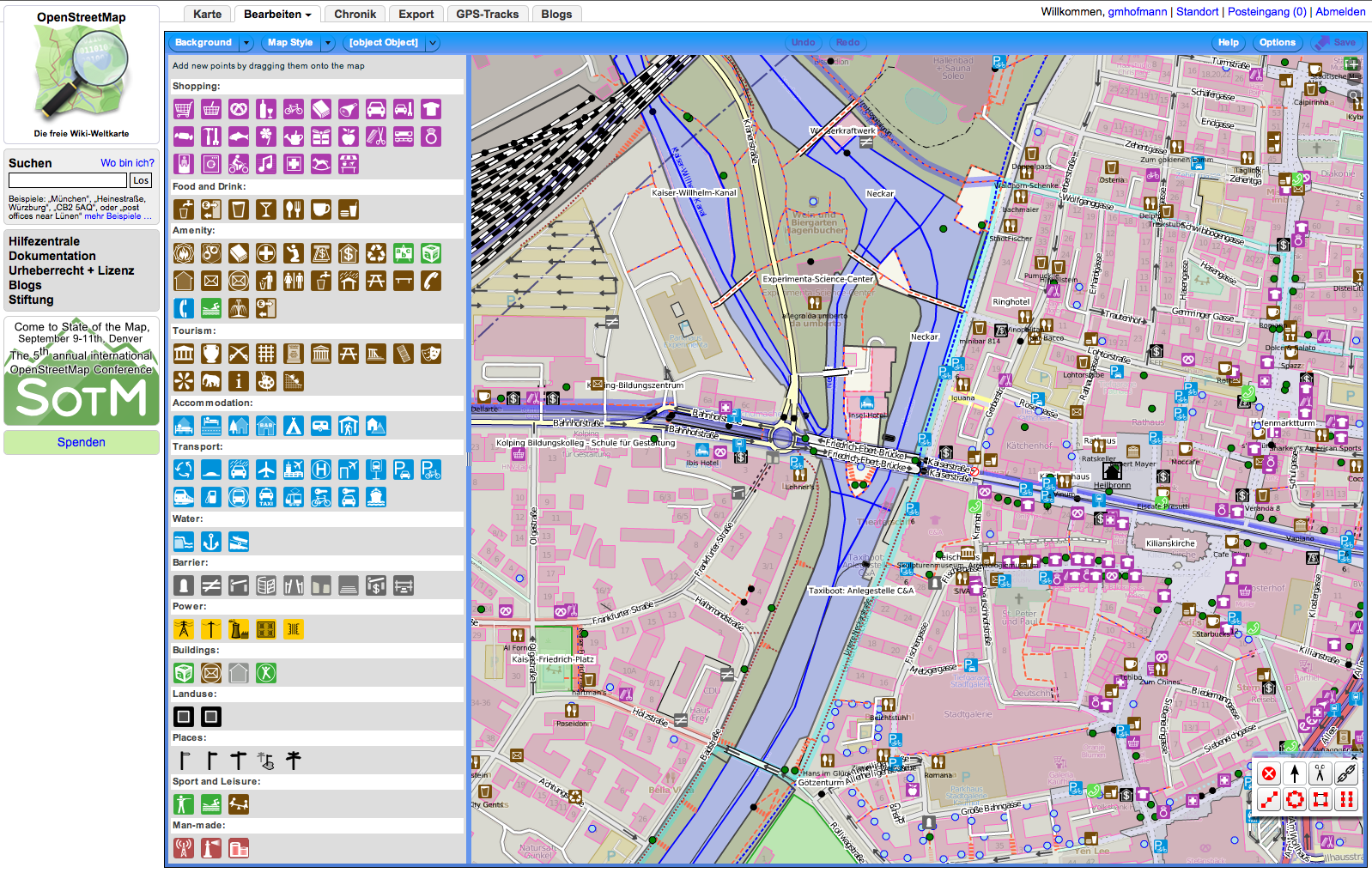
Potlatch 2 mit OSM-Rohdaten, im Hintergrund die OSM-Karte

Potlatch ist ein OpenStreetMap-Editor für Geodaten. Im Gegensatz zum JOSM-Editor können damit online Änderungen und Ergänzungen vorgenommen werden. Während JOSM eher für umfangreichere Arbeiten geeignet ist, können mit Potlatch auch Anfänger ohne großen Einarbeitungsaufwand Karten editieren.
Die Versionen 1 und 2 basierten auf Adobe Flash und liefen in einem Webbrowser. Ab Version 3 (Dezember 2020) ist das Programm eine Desktop-Applikation für Windows und macOS.

## Geschichte
Im Sommer 2010 wurde die Alpha-Version von Potlatch 2 vorgestellt, die komplett neu programmiert wurde. Im Dezember 2010 wurde Potlatch 2 für den allgemeinen Gebrauch freigegeben. Nachdem die Firma Microsoft die Luftbilder ihres Dienstes Bing Maps für die Verwendung in OSM freigegeben hatte, wurde Potlatch 2 so erweitert, dass diese Luftaufnahmen als Hintergrund eingeblendet werden können.
Mit dem iD-Editor wurde 2013 ein auf Potlatch 2 aufbauender Nachfolger veröffentlicht. Der  Quellcode wurde dabei nach JavaScript portiert um auf Adobe Flash verzichten zu können. iD ersetzte Potlatch 2 als Standard Editor auf der OpenStreetMap-Webseite, die Entwicklung von Potlatch 2 wurde jedoch trotz des designierten Nachfolgers weitergeführt. Die meisten Nutzer wechselten aber zu iD und Potlatch führt seit dem zunehmend ein Nischendasein.
Mit dem absehbaren Ende des Supports für Adobe Flash (im Dezember 2020) wurde die Version 3 als Desktop-Applikation auf Basis von Adobe Integrated Runtime (Adobe AIR) entwickelt.